# تفجيرات بغداد 22 يناير 2007
كانت تفجيرات بغداد في 22 يناير 2007 هجومًا إرهابيًا وقع عندما مزقت سيارتان مفخختان قويتان سوق باب الشرقي في وسط بغداد، مما أسفر عن مقتل 88 شخصًا على الأقل وإصابة 160 آخرين في أحد أكثر الأيام دموية منذ الغزو الأمريكي للعراق.  وقع الهجوم بعد يومين من بدء فترة الحداد الشيعية التي استمرت 10 أيام والتي سبقت عاشوراء. كما تزامن مع وصول 3200 جندي إضافي إلى بغداد كجزء من زيادة القوات في حرب العراق عام 2007. 

## ملخص
وقع الهجوم يوم الاثنين، بعد عطلة نهاية أسبوع قُتل فيها 27 جنديًا أمريكيًا في العراق. استهدفت الانفجارات في سوق بغداد منطقة شيعية، ويبدو أنها صُممت لإلحاق أقصى قدر من الضرر، حيث وقعت عند الظهر بالتوقيت المحلي، وهو أحد أكثر أوقات اليوم ازدحامًا 
قال مسؤولون في الشرطة إن الانفجارات كانت هائلة لدرجة أن كل سيارة كانت تحمل أكثر من 200 رطل من المتفجرات. وسُمع دوي الانفجارات من الضفة الشرقية لنهر دجلة القريب. واجتاحت النيران الناجمة عن الانفجار ما لا يقل عن اثنتي عشرة سيارة، مما أدى إلى تصاعد سحب من الدخان كثيفة لدرجة أنها طارت فوق المنطقة الخضراء، على بُعد حوالي نصف ميل.
وذكرت صحيفة نيويورك تايمز أن:
وكثيراً ما كانت الهجمات المماثلة التي يشنها المتمردون العرب السنة والتي تستهدف المدنيين الشيعة تثير أعمال انتقامية.  ووفقاً لمشروع إحصاء الضحايا في العراق ، فإن هذه الفترة من العنف الطائفي المكثف أسفرت عن مقتل أكثر من 150 ألف مدني موثق. 
 

## معارك بالأسلحة النارية
أعقب القصف اشتباكات مسلحة مطولة. وسُمع دوي القتال في جميع أنحاء المدينة، على الرغم من أن المسؤولين لم يُعلنوا عن أي خسائر بشرية في المناوشات التي تلت ذلك. في موقع تفجيري السيارات المفخخة، رصدت قوات الجيش العراقي رجلاً على سطح مبنى قريب بعد الهجوم بوقت قصير، يُصوّر المذبحة. ووفقًا لمسؤول في الجيش العراقي، قُتل الرجل بنيران أطلقت عليه أثناء محاولته الفرار عبر الأسطح. وأضاف المسؤول أن الرجل مصري الجنسية وكان يُصوّر الهجوم لاستخدامه كدعاية للمسلحين السنة.

## إدانة
أدان رئيس الوزراء نوري المالكي، الذي أثبتت حكومته عجزها عن وقف إراقة الدماء، الهجوم. وألقى باللوم في تفجيرات السيارات المفخخة على أتباع صدام حسين. وكان ما لا يقل عن 70 شخصًا قد قُتلوا في تفجير مزدوج خارج جامعة بغداد خلال الأسبوع الماضي، وهو هجوم ألقى المالكي باللوم فيه أيضًا على أتباع صدام. وقال مبعوث الأمم المتحدة إن العراق ينزلق "إلى هاوية الطائفية "، وحثّ القادة السياسيين والدينيين العراقيين على وقف العنف.

## هجمات أخرى
بالإضافة إلى هجمات السوق، قُتل ما لا يقل عن 15 شخصًا وجُرح 39 آخرون في هجمات مُنسّقة بالقنابل وقذائف الهاون في بلدة الخالص الشيعية. وفي وقت لاحق من اليوم نفسه، فُجّر مسجد سنّي في حي الدورة ببغداد؛ ولم ترد أنباء عن سقوط ضحايا، ورجّح السكان أن يكون الهجوم ردًّا على تفجير مسجد شيعي في الحي نفسه خلال الأسبوع السابق. وأكدت الشرطة العثور على 29 جثة مجهولة الهوية مصابة بطلقات نارية؛ ليرتفع إجمالي عدد القتلى في العاصمة وحولها إلى أكثر من 130 شخصًا.

## روابط خارجية
- انفجارات تقتل 100 شخص على الأقل في العراق - الغارديان
- ثلاثة انفجارات بالقنابل تقتل 100 شخص على الأقل في العراق  صحيفة التلغراف